# Titignano (Orvieto)
Titignano è una frazione del comune italiano di Orvieto, nella provincia di Terni, in Umbria.
La giurisdizione del comune di Orvieto sul borgo è stata sancita definitivamente nei primi anni del secolo XVII.
Il piccolo borgo si raggiunge grazie ad una strada bianca che devia per 3 km dalla strada regionale 79 bis Orvietana (SR 79 bis) Todi-Orvieto.
Titignano ha l'aspetto di un vicus raccolto tutt'intorno alla piazza centrale, ove si trova anche la chiesa parrocchiale, e dalla quale si può ammirare il panorama del lago di Corbara.

## Storia
Nel 937, un discendente della famiglia francese dei Montemarte, Farolfo, fondò il piccolo villaggio, che venne poi conteso a lungo tra Todi e Orvieto. La famiglia dei Montemarte arriva in Italia al seguito di Ludovico II il Giovane insieme ad un nutrito numero di nobili ed esponenti del clero.
Nel primo secolo di vita e più (937 - 1212) del borgo si assiste ad atti di "soverchieria" da parte dei Montemarte (Conti di Titignano) sia verso i possedimenti di Todi sia verso quelli di Orvieto provocando atti di vendetta e rivalsa da parte ora dell'uno ora dell'altro.
Il dominio in questo secolo da parte del comune di Orvieto si rinviene per esclusione, cioè l'assenza del borgo nella lista di luoghi pii e chiese per il comune di Todi in alcuni documenti conservati presso l'Abbazia di Farfa datati 1094 - 1095.
Nel 1212 si registra un'incursione armata da parte dei Tuderti nei confronti del borgo dei Montemarte. Nel 1220 si giunge a stipulare un trattato di pace tra Todi ed Orvieto dove si sancisce che sia il castello che tutti i suoi possedimenti fossero posti sotto l'influenza del comune di Todi. Todi a quell'epoca era molto influente sia per l'alleanza con Perugia sia per i domini propri che andavano da Terni, Amelia, sulle terre dei Conti di Marsciano e con una forte dominazione anche su Foligno.
Nel 1231 il castello fu distrutto dal momento che i Conti di Titignano si rifiutarono di riconoscere il dominio da parte di Todi. Dobbiamo arrivare al 1257 con la nuova pace tra Todi ed Orvieto per far sì che momentaneamente le contese sul piccolo borgo si quietassero mentre i Conti di Titignano continuarono a godere di una "reale" autonomia e libertà di azione che spesso e volentieri erano state esse stesse la causa delle dispute tra i due comuni.
Il borgo negli anni che seguono viene come "palleggiato" in una estenuante contesa tra i due comuni (Orvieto guelfo - Todi ghibellino). Un atto, datato 1348, da parte dei gerenti di Orvieto riassegna in maniera inconfutabile il borgo appunto ad Orvieto. Nell'atto si richiedeva un intervento armato a difesa dei territori di competenza oggetto di saccheggi e ruberie.
I Conti di Titignano avevano certamente un forte spirito d'indipendenza. Non appena veniva meno l'attenzione da parte di Orvieto la loro forza ed ingerenza sul territorio si faceva sentire tanto da costringere, nel 1414, un intervento militare per riportare l'ordine ed eliminare i malviventi ed i nemici dello Stato pontificio ad opera di Braccio da Montone volto a riaffermare in ogni caso il dominio di Orvieto.
Per sistemare la vertenza annosa, non avendo avuto l'esito sperato l'intervento di Braccio da Montone, il Papa, Eugenio IV, con Bolla papale, del 1446, ordina che il borgo di Titignano venga confiscato e assegnato alla Reverenda Camera Apostolica per poi concederlo a titolo oneroso (1400 fiorini d'oro) al Comune di Todi.
Il dominio di Todi per un altro secolo determina il consolidamento dell'attività agricola che fiorisce grazie ad un periodo di quiete a lungo ricercato. Vi sono atti che testimoniano la difficoltà di individuazione dei confini tra Titignano e Orvieto che sembrano trovare una soluzione tra gli anni 1562 e 1577. Con tutta probabilità la vertenza prosegue per tutto il XVI secolo che comunque vede confermato, da atti rinvenuti, il dominio di Todi su Titignano.
Intorno al XVII secolo il borgo subì profonde modifiche, che lo portarono ad assumere l'aspetto attuale: un palazzo signorile centrale ed il borgo raccolto intorno alla corte. Si assiste parimenti al trasferimento del borgo sotto le pertinenze di Orvieto
Nel 1830 la tenuta passò, a titolo oneroso (16,245 scudi) in un'asta pubblica, ai principi Corsini di Firenze, erede la Marchesa Nerina Corsini Incisa della Rocchetta, oggi il figlio Giovanni Incisa della Rocchetta la possiede assieme ad un vasto contado che abbraccia anche i territori circostanti di Vaglie e Salviano, per una superficie complessiva di circa 3.000 ha.

## Economia
L'economia si basa sullo sviluppo agricolo-enologico: il vino Salviano di Salviano è un prodotto ad Indicazione Geografica Tipica (IGT) locale. Altri prodotti enologici di sicuro interesse sono:
- Salviano (vino bianco, denominazione: Orvieto Classico Superiore);
- Turlò (vino rosso, denominazione: denominazione di origine controllata (Lago di Corbara DOC));
- Solideo (vino rosso, denominazione: denominazione di origine controllata (Lago di Corbara DOC));
- Vendemmia Tardiva (vino bianco da dessert).

L'intero borgo, inoltre, è stato trasformato in azienda agrituristica.

## Monumenti e luoghi d'arte
- Grotta delle Piana, o Pozzi della Piana, risalente al Paleolitico, posta nelle vicinanze ma visitabile solo con adeguata attrezzatura speleo.
- La chiesa.
- Il castello.
- Il belvedere sul Lago di Corbara.

## Sport
- Trekking;
- Torrentismo;
- Speleologia nella Grotta della Piana.